# T-55
T-55（ロシア語: Т-55）は、ソビエト連邦で開発された中戦車である。戦後第一世代の主力戦車とも分類される。
史上最も生産台数が多い戦車といわれており、ほぼ同じ形状のT-54や、その中国製ライセンス生産である59式戦車等も含めると、その数は10万輌を超えるといわれている。1958年に登場し、1970年代後半まで生産された。冷戦時代に他国へ供与・輸出された数も多く、未だに多くの国で使用されている。
T-54とひとまとめにされてT-54/55と表記されることも多い。

## 概要

### T-54の開発
ハルキウ機械製造設計局により作られたT-44をベースに、100mm砲を無理なく搭載できる新型砲塔を装備したものがT-54である。
試作に終わったT-43以来の大直径転輪+トーションバーサスペンションの足回りと、前作T-44同様の車体上部とシャシが一体の箱型車体を持つ。1946年に完成した試作車の砲塔はそろばんの弾がゆがんだような形状で、砲塔下部に被弾すると弱い砲塔リングや車体上部に命中弾を導くショットトラップとなる点が問題だった。
先行生産型の1948年型では砲塔が大きくなり、後の量産型のようなお椀形に近づいたが、まだ後部にせり上がったショットトラップを残していた。1950年型よりよく知られる量産型の砲塔となり、以後T-54A、B、M（以上、NATOでの分類）と改良され、主力戦車の座についた。

### T-55への発展
T-55はT-54を改良したもので、NBC防御用のPAZシステムを標準装備し、エンジンの馬力も向上、クラッチ操作を空気圧で助けるサーボ機構が追加されている。
燃料（軽油）と砲弾の搭載量も増し、砲塔下部には装填手のためのターンテーブルが増設された。また副武装として、装填手ハッチ部の対空機銃（速度の高いジェット機時代となり、命中させにくい）と、T-44以来の車体前方固定機銃（敵陣を威嚇する目的のため実用性に乏しく、車体の気密性も損なう）の二種は廃止され、主砲連装機銃だけとなった。ただし対空機銃は一旦廃止されながらも、後に対攻撃ヘリコプター用として有効と判断され、T-55Aから復活している。さらにT-55B以降ではアクティブ赤外線暗視装置が標準装備となった。
T-54とT-55は外見は良く似ているが、砲塔上の換気扇カバー（ベンチレータードーム）の有無で簡単に識別でき、換気扇カバーがある方がT-54である。T-55には上記PAZシステムの外気取入口として、砲塔の右前方下部に小さなスリットがある。またT-54は車体前面の水切り板の下に、固定機銃を発射するための銃眼を持つが、T-55ではこの穴はない。

### 運用・現状

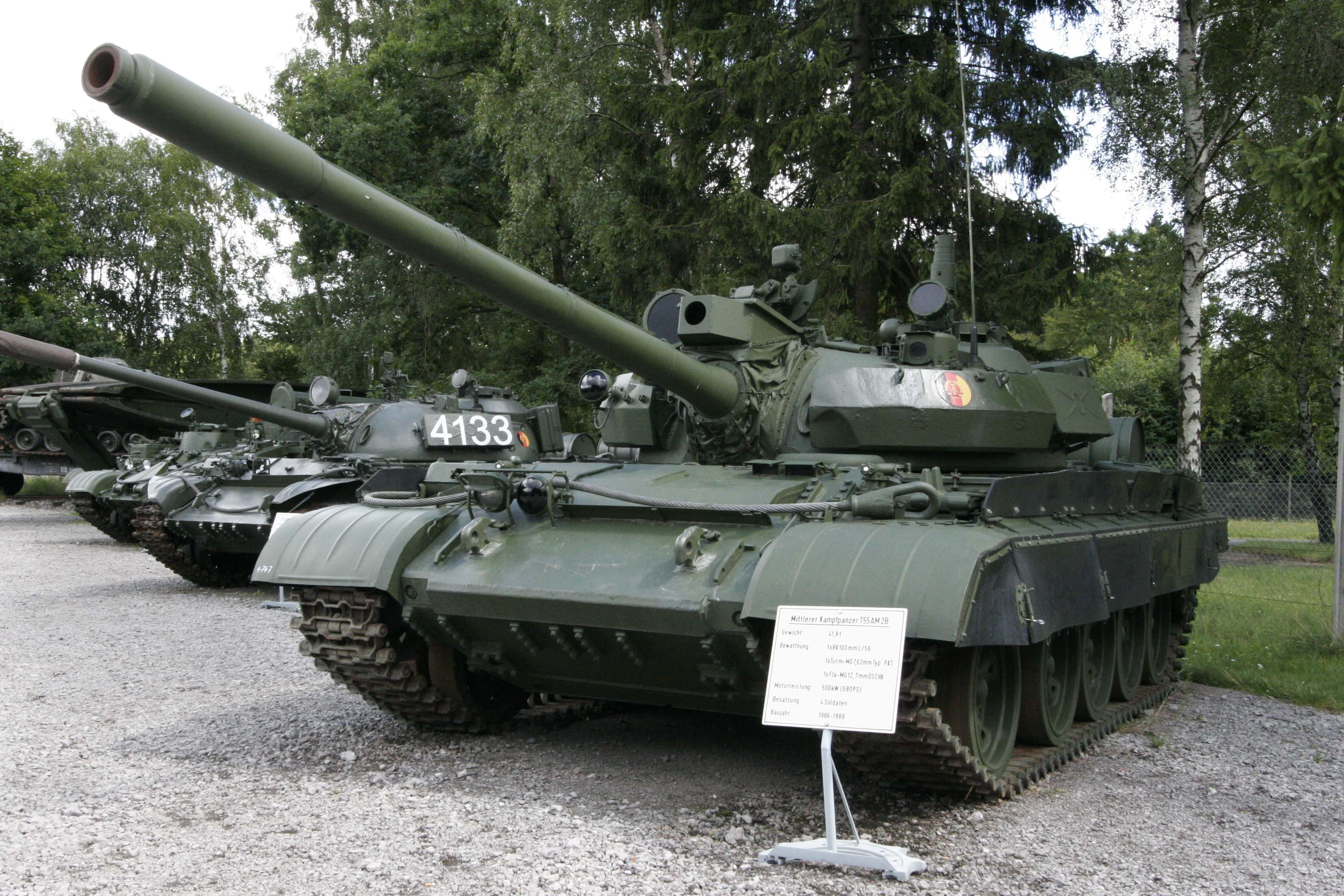
チェコスロバキアで生産された東ドイツ陸軍の改修型 T-55 AM2B。一台奥のT-55と比較して、砲塔左右と車体前面の増加複合装甲、車体下面の増加装甲、サイドスカート、主砲上のレーザー測遠機、砲塔後部の環境センサーが大きく異なる。

T-54と55は冷戦時代を代表する戦車であり、多くの紛争に用いられた。中東戦争ではソ連が軍事援助していたアラブ側の主力戦車としてチェコスロヴァキア製のT-54/55が使用された。
現在では旧式化しているが、10万輌を超える生産台数も相まって相当数が残存し、運用され続けている。特に電子制御化やブラックボックス化されていない分整備や運用が簡単であるため、途上国や武装勢力でも運用が容易であり広く利用されている。第三世界では多くが原型のままで運用されている一方、東欧をはじめ先進諸国では様々な改修が施されている。
生産国ソビエトでは、主に財政難からT-72など新型戦車への更新が進まない中、1980年代前期から徐々に近代化改修が進められていった。改修の内容・形態は様々だが、特に大きな泣き所であったFCSの改善と防御力の強化に注力されており、レーザー測遠機や弾道コンピューターの追加、照準器の更新、増加装甲などが主な改造点となっている。一部の派生型(T-55AD)ではアクティブ防護システム「ドロースト（つぐみの意）」を追加しており、ロシア側は「世界初のアクティブ防護システム装備車両」と主張している。主砲は換装されていないが、安定装置を改善して行進間射撃を可能としたほか、主砲発射式のレーザー誘導対戦車ミサイル9M117 「バスティオン」の運用能力を追加し、優勢な相手に対してもアウトレンジ攻撃を可能としている。また、重量増加による機動力の低下を補うため、エンジンの換装・出力強化も施行されている。これらの改修型T-55はソビエト崩壊後もしばらく運用が続けられていた。多くはヨーロッパ通常戦力条約に基づき廃棄処分とされたが、ロシア国内の戦車保管センターと物資装備修理保管基地には相当数が残っており、2022年ロシアのウクライナ侵攻において、その一部を再戦力化するために修理工場へと移送されている姿が目撃されている。
ロシア以外にも輸出や、ライセンス生産、その後も改修して使用している例が多く、ライセンス生産では、ポーランド、チェコスロバキア、中華人民共和国でおこなわれている。中国ではT-54の53年型のコピーが「59式戦車」と呼ばれ、後にソ連と対立状態になったことで技術の供与が受けられなくなったことから独自の改修が繰り返され、69/79式戦車へと発展した。また59式戦車をそのままスケールダウンしたような62式軽戦車も開発された。
改修では、イスラエル国防軍は中東戦争で大量に鹵獲したT-55に独自の改修を加え、Tiran-4/5（Ti-67ともいう）として主砲を105 mm L7A1に変更、砲塔上に機銃を増設するなどの改造を加えて使用し、メルカバへの更新後は海外に売却されたり、重装甲のアチザリット兵員輸送車に改修された。近年では、ウクライナのT-55AHM（T-55AGM；輸出向け）、スロベニアが自国で運用するM-55Sなどがある。またアフターマーケット向けに、各国から様々な改修キットが提案・販売されている。
湾岸・イラク戦争でも中国製と合わせイラク軍の主力戦車として使用された。長い間内戦状態にあったアフガニスタンでは、ターリバーンや北部同盟など各勢力が各々T-55/54を運用しており、アメリカのアフガニスタン侵攻の際、メディアに幾度となく登場することとなった。2010年代に入ってもリビア内戦やシリア内戦で政府軍や各武装勢力に運用されており、現在も世界各地の紛争地でT-55の姿を見る機会は多い。
2022年ロシアのウクライナ侵攻では、ロシア軍の戦車が枯渇気味となったため長期保管されていたT-55が倉庫から運び出され、前線で運用されることとなった。もっとも、あまりにも旧式であるため敵軍陣地への突撃を行う運用は避け、多くは自走式の榴弾砲として後方で運用されることとなった。

### 欠点・弱点
T-54/55は低いシルエットと避弾経始の良さ・強力な武装・良好な機動性により、登場当時は世界最強・最優秀戦車と呼ばれて西側諸国から極めて恐れられたが、その評判は一連の中東戦争でイスラエル国防軍が運用する西側戦車に対し苦戦を強いられたことから徐々に低下していき、イスラエルからアメリカなどに引き渡された実物の性能試験によって実際の性能も白日の下にさらされることになった。
車内が狭いため西側戦車に比べて乗員の疲労度は相当なものであり、砲弾装填速度の低下を招いた。また車内に隙間無く砲弾が納めてあるため、貫通弾により誘爆が発生しやすかった。主砲の100 mm砲は口径では西側の90 mm砲を上回っていたものの威力は同程度であり、さらに光学装置は第二次大戦当時と同じでお世辞にも良好とは言い難く、中東戦争や湾岸戦争といった実戦においては、現地戦車兵の練度不足もあって、遠距離砲撃の命中精度が低かった。
工作精度が悪く、ギアチェンジが非常に固く、レバーを叩くためのハンマーが車内に装備されている（イギリス・ボービントン戦車博物館で、所蔵車輌の自走中にバックギアの戻しを失敗して駐車場の車を数台踏み潰した事がある）。そのためエンジン等機械の寿命が西側戦車に比べるとかなり短かったが、チェコとポーランドで生産されたものは、ソ連製に比べ工作精度や仕上げが良かったという。ソ連ではT-54/55の失敗から自動装填装置の必要性が認識され、使用する砲弾の威力不足も指摘された。

## 比較
|          | T-14                                      | T-90                                      | T-80U                                                       | T-80                               |
| -------- | ----------------------------------------- | ----------------------------------------- | ----------------------------------------------------------- | ---------------------------------- |
| 画像     |                                           |                                           |                                                             |                                    |
| 世代     | 第3.5世代                                 | 第3世代                                   | 第3世代                                                     | 第3世代                            |
| 全長     | 10.8 m                                    | 9.53 m                                    | 9.55 m                                                      | 9.55 m                             |
| 全幅     | 3.5 m                                     | 3.78 m                                    | 3.6 m                                                       | 3.6 m                              |
| 全高     | 3.3 m                                     | 2.23 m                                    | 2.2 m                                                       | 2.2 m                              |
| 重量     | 55 t                                      | 46.5 t                                    | 46 t                                                        | 42.5 t                             |
| 主砲     | 2A82-1M 125mm滑腔砲                       | 2A46M/2A46M-5 51口径125mm滑腔砲           | 2A46M-1/2A46M-4 51口径125mm滑腔砲                           | 2A46M-1/2A46M-4 51口径125mm滑腔砲  |
| 装甲     | 複合+爆発反応+ケージ （外装式モジュール） | 複合+爆発反応+ケージ （外装式モジュール） | 複合+爆発反応 （外装式モジュール）                          | 複合+爆発反応 （外装式モジュール） |
| エンジン | 液冷4ストローク X型12気筒ディーゼル       | 液冷4ストローク V型12気筒ディーゼル       | ガスタービン or 液冷2ストローク 対向ピストン6気筒ディーゼル | ガスタービン                       |
| 最大出力 | 1,350 - 2,000 hp                          | 840 - 1,130 hp                            | 1,000 - 1,250 hp                                            | 1,000 - 1,250 hp                   |
| 最高速度 | 80 – 90 km/h                              | 65 km/h                                   | 70 km/h                                                     | 70 km/h                            |
| 懸架方式 | 不明                                      | トーションバー                            | トーションバー                                              | トーションバー                     |
| 乗員数   | 3名                                       | 3名                                       | 3名                                                         | 3名                                |
| 装填方式 | 自動                                      | 自動                                      | 自動                                                        | 自動                               |

|          | T-72                                | T-64                                                       | T-62                                | T-55                                | T-54                                |
| -------- | ----------------------------------- | ---------------------------------------------------------- | ----------------------------------- | ----------------------------------- | ----------------------------------- |
| 画像     |                                     |                                                            |                                     |                                     |                                     |
| 世代     | 第2.5世代 （B型以降第3世代）        | 第2.5世代                                                  | 第2世代                             | 第1世代                             | 第1世代                             |
| 全長     | 9.53 m                              | 9.2 m                                                      | 9.3 m                               | 9.2 m                               | 9 m                                 |
| 全幅     | 3.59 m                              | 3.4 m                                                      | 3.52 m                              | 3.27 m                              | 3.27 m                              |
| 全高     | 2.19 m                              | 2.2 m                                                      | 2.4 m                               | 2.35 m                              | 2.4 m                               |
| 重量     | 41.5 t                              | 36～42 t                                                   | 41.5 t                              | 36 t                                | 35.5 t                              |
| 主砲     | 2A46M/2A46M-5 51口径125mm滑腔砲     | 2A21 55口径115mm滑腔砲 2A46M 51口径125mm滑腔砲 （A型以降） | U-5TS（2A20） 55口径115mm滑腔砲     | D-10T 56口径100mmライフル砲         | D-10T 56口径100mmライフル砲         |
| 装甲     | 複合 （B型以降爆発反応装甲追加）    | 通常                                                       | 通常                                | 通常                                | 通常                                |
| エンジン | 液冷4ストローク V型12気筒ディーゼル | 液冷2ストローク 対向ピストン5気筒ディーゼル                | 液冷4ストローク V型12気筒ディーゼル | 液冷4ストローク V型12気筒ディーゼル | 液冷4ストローク V型12気筒ディーゼル |
| 最大出力 | 780 - 1,130 hp/2,000 rpm            | 700 hp/2,000 rpm                                           | 580 hp/2,000 rpm                    | 580 hp/2,000 rpm                    | 520 hp/2,000 rpm                    |
| 最高速度 | 60 km/h                             | 65 km/h                                                    | 50 km/h                             | 50 km/h                             | 50 km/h                             |
| 懸架方式 | トーションバー                      | トーションバー                                             | トーションバー                      | トーションバー                      | トーションバー                      |
| 乗員数   | 3名                                 | 3名                                                        | 4名                                 | 4名                                 | 4名                                 |
| 装填方式 | 自動                                | 自動                                                       | 手動                                | 手動                                | 手動                                |

## 戦歴
T-55は以下の戦争・紛争でT-54とともに用いられた。
ローデシア紛争
ソ連の支援を受けたZAPUが運用し、後には中国の支援を受けたZANUも59式を運用した。これらの車輌を捕獲したローデシア政府軍も戦車を保有していなかったため、戦力として運用した。
第三次中東戦争
シリアとエジプトが運用するが大敗し、数百輌のT-54/55がイスラエルに鹵獲された。
プラハの春
ソビエト連邦、ポーランド、東ドイツ、ブルガリア、ハンガリーで構成されるワルシャワ条約機構軍が運用。チェコスロバキア軍も装備していたが、これらの国への反撃は行われていない。
中ソ国境紛争
ソビエト連邦軍が使用し、中国人民解放軍も59式戦車を投入した。
第三次印パ戦争（バングラデシュ独立戦争）
インド軍が運用。パキスタン軍も59式戦車を投入した。
第四次中東戦争
エジプトとシリアが主に運用するが、イスラエルも第三次中東戦争で鹵獲した車輌を改修したTiran-4/5（Ti-67）を主にシナイ半島におけるエジプトとの戦闘で投入したほか、さらに多くのT-54/55を鹵獲している。
アンゴラ内戦
アンゴラ軍とキューバ軍が運用。
レバノン内戦
シリア軍が運用。この他に、アマル、進歩社会党といった親シリアのイスラム系民兵組織がシリアから供与された物を運用していた。反シリアのレバノン軍団や南レバノン軍も鹵獲や入手経路不明のT-55を運用しており、イスラエルから供与されたTiran-4/5を運用した。また、1980年代後半には、分裂状態にあったレバノン国軍のアウン派部隊（反シリア）に対し、イラクがイラン・イラク戦争後に余剰となったT-54/55を供与した。内戦終結後もシリア主導によって再統合された国軍で運用が続けられており、M-48/47とともに（近年では中古のレオパルト1やM60パットンが購入されているものの）主力戦車となっている。運用されているT-54/55の多くが、機銃をブローニングM2重機関銃に換装されており、乗員のヘルメット（恐らく通信機材も）も旧西側型の物に変更されているなど小改造が施されている。その一方、爆発反応装甲は未装備であると見られる。
オガデン戦争
ソマリア軍とエチオピア軍の両方が運用。
中越戦争
ベトナム人民軍が中国製の59式戦車と共に運用し、中国人民解放軍も59式戦車や69式戦車を投入した。
アフガニスタン紛争 (1978年-1989年)
ソビエト連邦軍と当時のアフガニスタン政府軍が運用。ソ連撤退後に勃発したアフガニスタン内戦では各地の軍閥が旧政府軍の車輌を使用しており、ターリバーンや北部同盟も保有していた。アメリカ軍の介入と時期を合わせて、北部同盟はロシアから改めてT-55をT-62と共に供与され新生アフガニスタン政府軍も装備している。
イラン・イラク戦争
イランとイラクの双方が、本車及び中国製の59式戦車や69/79式戦車を共に運用した。
スリランカ内戦
スリランカ政府軍が59式戦車と共に運用。又、反政府組織タミル・タイガーもスリランカ軍から鹵獲したT-55を使用していた。
湾岸戦争
イラク軍が中国製の59式戦車や69/79式戦車と共に運用するが、米軍のM1A1エイブラムスに一方的に撃破され、2003年のイラク戦争でもほぼ一方的に撃破された。
ナゴルノ・カラバフ戦争
アルメニアとアゼルバイジャンの双方が運用。
ユーゴスラビア紛争
ユーゴスラビア人民軍の制式装備であったこともあり、スロベニア独立戦争、クロアチア紛争やボスニア・ヘルツェゴビナ紛争、コソボ紛争、マケドニア紛争で運用されている。スロベニア独立戦争やコソボ紛争ではユーゴ連邦軍が主に運用し、マケドニア紛争ではマケドニア政府軍が主に運用していたが、クロアチア紛争やボスニア・ヘルツェゴビナ紛争では紛争当事者のほぼすべてが運用している。
チェチェン紛争
ロシア連邦軍やロシア国内軍が主に運用している。
エチオピア・エリトリア国境紛争
エチオピアとエリトリアの双方が運用。
第一次コンゴ内戦（1996年～1997年）
モブツ・セセ・セコ政権時代のザイール政府軍が59式戦車とともに運用。
第二次コンゴ内戦（1998年～2002年）
コンゴ政府軍以外にも多くの反政府勢力や、この内戦に介入したアンゴラ、ナミビア、ジンバブエ、チャド、ウガンダ、ルワンダの軍隊が運用した。 アンゴラとナミビア、ジンバブエは59式戦車も装備している。
イラク戦争
サッダーム・フセイン政権時代のイラク政府軍が運用。フセイン政権崩壊後、その装備を引き継いだ新生イラク軍のほか、民兵や反政府武装勢力も鹵獲や横流しされたものを使用。
ソマリア内戦#エチオピア軍侵攻
2006年から暫定政府を擁護してイスラム法廷会議に攻勢をかけたエチオピア軍が運用。
リビア内戦
旧リビア政府軍（カダフィ政権）が運用、また鹵獲した車両をリビア国民評議会軍が使用。
シリア内戦
シリア政府軍が使用し、鹵獲された少数を反政府軍が使用。また、ヒズボラが少数をシリアで運用している。シリア政府軍はT-55を既に旧式の装備と認識しており、前線にはT-72などより新式の主力戦車をあて、T-55はコンボイの護衛など、第二線の任務にあてられているといわれる。
2022年ロシアのウクライナ侵攻
2023年4月、改修の施されたものをロシア軍が投入。
また、同年6月、ロシア軍が大規模な爆発物を積んだT-55、あるいはT-54を敵陣に投じて遠隔爆破する攻撃を行った。

## 派生型

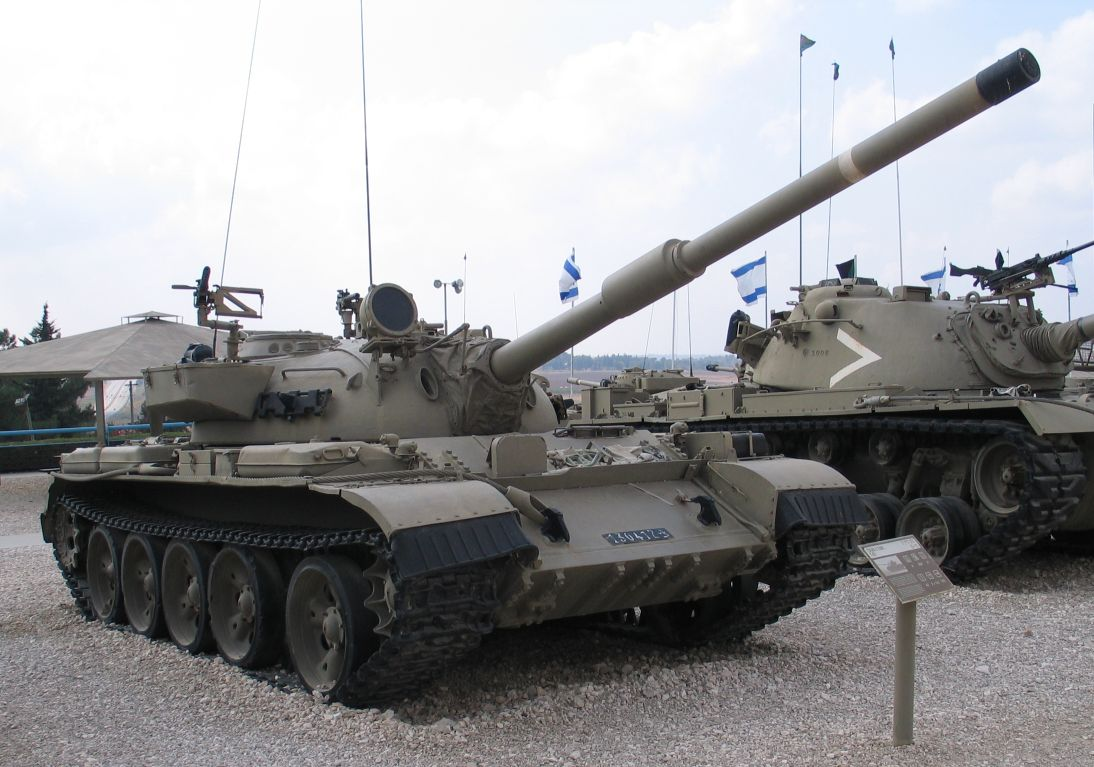
イスラエルがT-55の主砲をロイヤル・オードナンスL7 105 mmライフル砲に換装したチラン5Sh

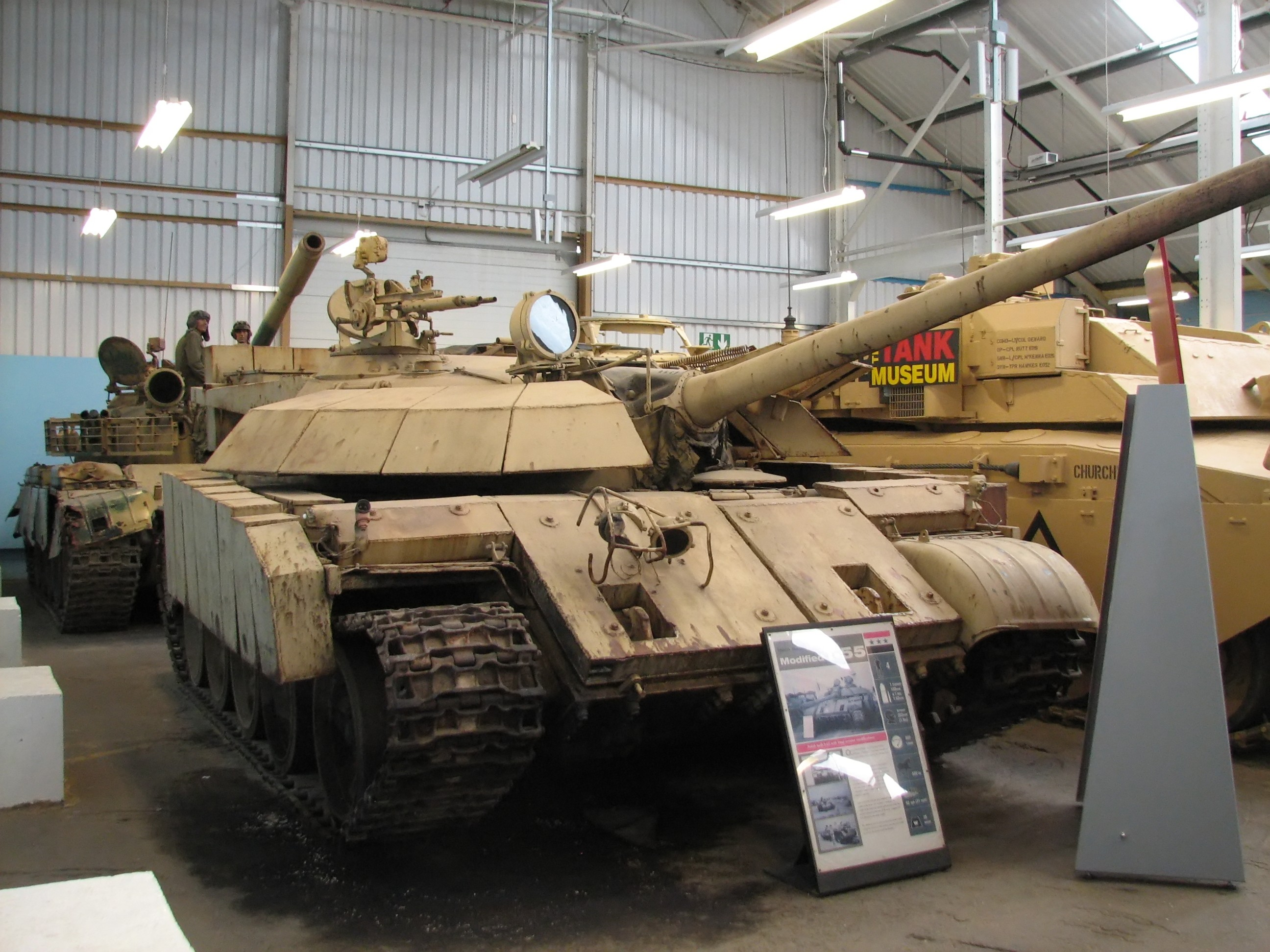
イラク軍のT-55 エニグマ

T-55

TO-55(OT-55,Object 482)
ロシア連邦軍で開発された火炎放射戦車。主砲同軸機関銃に換えてATO-200 火炎放射砲を装備した。主砲同軸機関銃は車体前面にT-54と同じく固定式のSGMT 7.62mm機関銃を装備している。主砲の搭載弾数は20発に減少し、7.62mm機関銃弾は1,500発を搭載した。
ATO-200 火炎放射砲は最大8回/分の火炎放射が可能な自動式火炎放射装置で、460リットルの燃料を搭載し、最大投射距離200mの火炎放射が12回可能となっていた。
T-55A 前期型
各ハッチと車長用キューポラの外側に放射線吸収カバーが追加され、戦闘室の内面にも放射線吸収ライナーが貼られた。
T-55A 後期型
対空機銃用の旋回銃架を装備できるよう、装填手ハッチがキューポラ形状に変更された。
T-55AM
T-55Aの近代化改修型。砲塔正面部に複合装甲が追加された。
T-55AM1
T-55AMにV-46-5Mディーゼル･エンジン(出力690hp)を搭載したもの。
T-55AM2

T-55AM2B

T-55K
T-55の指揮車型。無線機能の拡張やナビゲーション機器とそれらを駆動させるための発電能力の強化等。これらの搭載により、砲弾は37 発に減少している。
T-55AK
T-55Aの指揮車型。装備類はT-55Kと同じ。
T-55M
T-55初期型をT-55AMに準じて近代化した改修型。
T-55M1
T-55MにV-46-5Mディーゼル･エンジン(出力690hp)を搭載したもの。
T-55M2
T-55の海外輸出型。モンキーモデル。
T-55M5
T-55Mの近代化改修型。通信機器類、スモークディスチャージャーの更新。
T-55M6
T-55Mの近代化改修型。V-46-5Mディーゼル･エンジン(出力690hp)のまま、T-72Bで使用されている2A46 125mm滑腔砲および射撃管制装置1A40-1への換装。転輪を5個から6個へと変更。砲塔後部に箱型のバスルを設け、そこに22発の砲弾を格納し自動装填装置によって装填される機構を追加した。
T-55AD
T-55AをT-55AMに準じてアップグレードし、砲塔両側面にドローストAPSを標準装備したもの。車体部分、エンジン、足周り、火力強化、FCS関係の改修はT-55AMに準ずるが、追加複合装甲を、砲塔の外側に取り付けず、内側に取り付けてある。
T-55AD1
T-55ADにV-46-5Mディーゼル･エンジン(出力690hp)を搭載したもの。
T-55MV
T-55MにコンタークトERA（爆発反応装甲）を取り付けたもの。車体前面、サイドスカート、砲塔前半部にERAブロックをびっしり取り付けている。
T-55MV1
T-55MVにV-46-5Mディーゼル･エンジン(出力690hp)を搭載したもの。
T-55AMV
T-55AMにコンタークトERA（爆発反応装甲）を取り付けたもの。車体前面、サイドスカート、砲塔前半部にERAブロックをびっしり取り付けている。
T-55AMV1
T-55AMVにV-46-5Mディーゼル･エンジン(出力690hp)を搭載したもの。
T-55AGM
ウクライナのO・O・モローゾウ記念ハルキウ機械製造設計局（Kharkiv Machine Building Design Bureau、KMDB）がT-54、T-55、T-62、59式戦車保有国に対して提案している近代化改修規格。
アップグレードキットを適用することで、在来のT-55系戦車がT-80UDやT-84に準じた能力を持つようになる。装甲はウクライナの最新鋭戦車オプロートやT-64 BM ブラートに装備された爆発反応装甲「ニージュ」が採用されており、対HEAT防御力が2.3 - 2.6倍、対APFSDS防御力が3.5 - 4.3倍に向上する。
エンジンは2ストローク水冷スーパーチャージドディーゼルエンジンの5TDFM（出力850 馬力）、もしくは5TDFMA（1,050馬力）に換装される。本エンジンはマルチフューエル対応となっており、軽油、ガソリン、灯油、ジェット燃料あるいはこれらを一定比率で混合したものが使用可能となっている。戦闘重量時でも最高69.3km/hの速度を発揮できるようになる。
主砲には、口径125 mmのKBM1(48口径）とNATO規格の口径120 mmのKBM2(50口径)が用意されているが、ウクライナのNATO加盟を念頭に置いて後者に統一された。搭載弾薬数は少なくとも30発とされる。
砲塔後部に箱型のバスルを設け、そこに18発の砲弾を格納し自動装填装置によって装填される機構を追加した。これにより装填手が不要となり、乗員が3名となる。発射速度は最大8発/分。
機銃は、主砲同軸装備でKT-7.62 または PKT-7.62 から選択が可能。車長席直上には対空防御用装備として KT-12.7 または NSVT-12.7 重機関銃から選択が可能となっている。
Tifon 2a
ペルー人のセルジオ・カサナベ・ケロパーナとウクライナのO・O・モローゾウ記念ハルキウ機械製造設計局で開発された近代化改修型。T-55AGMをベースに開発された。ペルーでの運用に合わせた改修を行っている。エンジンは5TDFMA（1,050馬力）を選択した。ペルー陸軍、アルジェリア、アンゴラ、カンボジアに試験車両が導入されて検討中。
BTR-T
ロシア連邦軍で開発された歩兵戦闘車。アフガニスタンでの戦いや第一次チェチェン紛争で既存の装甲兵員輸送車や歩兵戦闘車がRPG-7などで多数撃破されたため、旧式化していたT-55の車体を利用して製造した。リモートコントロール式の砲塔に30 mm機関砲や対戦車ミサイルなどを搭載可能。
BMP-55
ウクライナで開発された歩兵戦闘車。T-55の車体を利用した。なお、T-64の車体を用いた同じ仕様の車両も製造されている。
チラン4/5
イスラエルのT-54/55近代化改修型。中東戦争でエジプトやシリアが運用していたT-54/55を鹵獲したものに行われた。T-54を改修したものはチラン4。T-55を改修したものはチラン5とそれぞれ呼ばれる。
チラン5Sh

イスラエルのT-55派生型。主砲をSharir 105 mm砲(ロイヤル・オードナンス L7)に換装し、西側規格に更新した。
アチザリット
イスラエルで開発された装甲兵員輸送車。T-54/55の車体を流用して作った。
APC-55
南レバノン軍で開発された装甲兵員輸送車。イスラエルから提供されたT-55を改造した。砲塔はそのままに主砲のみ撤去し、正面と砲塔側面に視察口付き機銃口が設置されている。
M-55S1
スロベニアのT-55近代化改修型。開発にはイスラエルのラファエル・アドバンスド・ディフェンス・システムズ社が協力している。主砲をロイヤル・オードナンス L7 105mm戦車砲に換装し、スロベニア製レーザー測距儀・射撃統制装置を搭載。さらに、エンジンを強化した上に、イスラエル製爆発反応装甲とT-72の転輪・キャタピラ・サイドスカートを装備。
T-55 エニグマ

イラクのT-55改修型。湾岸戦争において使用された。箱形の複合装甲を砲塔周りと車体に貼り付け、HEAT弾対策を施した増加装甲装備型。装甲箱の中には数cm間隔で鋼(4mm厚)とアルミ合金(15mm厚)とゴム(5mm厚)からなる、4枚のプレートが配置されている。改修によるフロントヘビー対策として砲塔後部にカウンターウェイトが増設されている。基本はT-55だがハッチなど細部にT-54の部品も混じって使われている。「エニグマ（謎の意）」という名称は、鹵獲した多国籍軍が独自に名付けたもので、イラクでの名称はアル・ファウ（港町の名前）だとも言われている。1980年代末に少数を改造、湾岸戦争で少なくとも4両が鹵獲され、うち1両はボービントン戦車博物館にて展示中。
サフィール74
イランのT-54/55改修型。主砲を105mm砲に換装。エンジンをT-72に装備されているV-64-6に換装した。また同じ改修を受けた59式と69式はタイプ72Zと呼ばれている。
UOS155
チェコで開発された地雷処理車輌。T-55Aの車体にクレーンアーム式の地雷処理機材（ローラー、スキッド等数種類を選択可能）と操作室を備え、砲塔のレールを用いて回転させることが可能。
T-55C1
チェコで開発された操縦訓練車輌。主砲と機銃が撤去され穴が塞がれている。地雷処理装置を追加した物もある。
T-55C2
チェコで開発された操縦訓練車輌。砲塔が撤去され、代わりにキューポラ付きの背の低い上部構造物が追加されている。
TR-580
ルーマニアで開発された戦車。T-55の設計をベースとしている。
TR-85
ルーマニアで開発された戦車。TR-580をベースに西ドイツ製のV型8気筒液冷ディーゼル・エンジン 8VS-A2T2（830馬力）を搭載した。
TR-85M/M1
ルーマニアで開発された戦車。TR-85の砲塔後部にバスルを設置。砲弾の置き場を従来のタレットリング下から置き換えた。自動装填装置はなく手動装填のみ。エンジンは改良型の8VS-A2T2M（860馬力）に換装。
T-55/130mm自走砲
イラクで開発された自走砲。T-55の砲塔を撤去し箱状の戦闘室を設け、中国製の59式130mm榴弾砲（ソ連製M-46 130mmカノン砲のライセンス生産型）を搭載した車両。
T-55/160mm自走砲
イラクで開発された自走砲。T-55の砲塔を撤去し箱状の戦闘室を設け、160mm榴弾砲（あるいは迫撃砲）を搭載した車両。
kafeel-1
2000年代にイラクで開発された戦車。装甲は原型を留めないほど改造が施されているが、T-55のお椀型砲塔が隙間から露見しており本装甲に増加装甲を取り付けたものと思われる。搭載砲は原型のまま。
ラムセス2世
エジプトで開発された派生型。主砲をロイヤル・オードナンス L7 105mm戦車砲に換装し、射撃統制装置、転輪、サスペンション等をアメリカ製に変えている。

## T-54およびT-55の運用国
アジア
- アフガニスタン
- アルジェリア
- アゼルバイジャン
- カンボジア
- キューバ
- 赤道ギニア
- 北朝鮮
- ジョージア[注釈 2]
- イラン
- イラク
- ラオス
- レバノン[注釈 3]
- モンゴル
- ミャンマー
- パキスタン
- イエメン
- スリランカ
- シリア
- ベトナム
- ウズベキスタン

ヨーロッパ
- ボスニア・ヘルツェゴビナ
- ブルガリア[注釈 4]
- クロアチア[注釈 5]
- ハンガリー[注釈 6]
- ラトビア[注釈 7]
- ルーマニア
- スロベニア
- ロシア
- フィンランド

アフリカ
- ギニア
- エジプト[注釈 8]
- エリトリア
- エチオピア
- ナイジェリア
- ソマリア
- スーダン
- アンゴラ
- ウガンダ
- ザンビア
- ジンバブエ
- 中央アフリカ
- チャド
- コンゴ民主共和国
- ギニアビサウ
- リビア
- モーリタニア
- モザンビーク
- ナミビア
- タンザニア[注釈 9]

アメリカ州
- ペルー
- ウルグアイ
- ニカラグア

## 登場作品

### 映画
『戦火の勇気』
イラク軍の戦車として登場する。
『レッド・アフガン』
原題" The Beast "。村を蹂躙するソ連軍戦車として多数が登場し、隊からはぐれた一輌がアフガンゲリラたちの憎悪の的となり、追い回される。ロケ地であるイスラエルで改造されたTiran-5から、追加された工具箱などが撤去され見た目をT-55に近づけた物だが、交換された105mm戦車砲はそのままで、砲塔上のブローニングM2重機関銃はDShK38重機関銃風の外見に改造されている。

### 漫画
『ザ・マシーン・ガン・ドーターズ』

### 小説
『平壌クーデター作戦』
北朝鮮陸軍の戦車として登場。朴昌河少佐率いる第108戦車連隊第二大隊が整備問題でまともに使用できないT-72の代わりに運用しており、クライマックスで主人公のクーデターに賛同した朴少佐指揮の下で出撃、先にクーデターを起こした金次帥指揮下の機械化部隊が使用する天馬虎等と交戦する。

### ゲーム
『ARMA 2』
独立拡張パック「Operation Arrowhead」に登場。プレイヤーやAIが操作可能。
『Operation Flashpoint: Cold War Crisis』
レジスタンス陣営（チェコ軍装備）の運用する戦車として登場。プレイヤーやAIが操作可能。
ちなみに、OFP（前期）とARMAの開発元のBohemia Interactive Studioは、T-55の実車を所有している。
『World of Tanks』
ドイツ（東ドイツ）中戦車T-55Aとして取得可能。
『War Thunder』
Ver1.69アップデートにてソ連ツリーに実装。T-54と比較し、3BM25 APFSDSが使用可能という点で異なる。
『エースコンバット アサルト・ホライゾン』
SRNが使用する。主砲の威力は強力で、攻撃ヘリであっても一撃で撃墜されてしまう。
『コール オブ デューティ ブラックオプス』
ベトコンの使用する戦車として登場する。プレイヤーはM72 LAWやBGM-71 TOWを使ってこれを撃破するミッションがある。
『バトルフィールド3』
キャンペーンにのみPLRの戦車として72Z式が登場し、ミラー軍曹の戦車隊と交戦する。
『フィクショナル・トルーパーズ』
エストビア連邦陸軍の装備車両。より新型もあるが、数の上では主力戦車。劇画にも登場している。